# Diego Barbosa
Diego Armando Barbosa Zaragoza (ur. 25 września 1996 w Guadalajarze) – meksykański piłkarz występujący na pozycji prawego obrońcy, od 2025 roku zawodnik Toluki.